# Малишево (Шелопугінський район)
Ма́лишево (рос. Малышево) — село у складі Шелопугінського району Забайкальського краю, Росія. Входить до складу Шелопугінського сільського поселення.

## Населення
Населення — 146 осіб (2010; 194 у 2002).
Національний склад (станом на 2002 рік):
- росіяни — 99 %